# Lac Triton
Pour les articles homonymes, voir Tritonis.
Le lac Triton, lac Tritonide ou lac Tritonis (latin : lacus Tritonis, grec ancien : Τριτωνίδα λίμνην) était une grande étendue d'eau douce d'Afrique du Nord décrite dans de nombreux textes anciens. Les auteurs grecs de l'époque classique ont situé le lac dans ce qui est de nos jours le sud-est de l'Algérie et le sud de la Tunisie (actuels chotts el-Jérid et Melrhir).
D'après les détails des mythes tardifs et les observations personnelles rapportées par ces historiens, le lac aurait été baptisé du nom de Triton. Selon Hérodote, il contenait deux îles, Phla, que les Lacédémoniens auraient colonisées selon un oracle, et Méné.

## Description
Il est décrit par des historiens grecs tels Hérodote et Diodore de Sicile, qui le placent en Libye (territoire des Libyens) dans une région qui correspond au Sud tunisien selon Jean Peyras et Pol Trousset qui l'identifient au Chott el-Jérid.
Hérodote lui donne 2 300 km2 et rapporte qu'il est alimenté par le fleuve Triton. On retrouve également une mention du lac dans l'épopée des Argonautiques, écrite par le poète Apollonios de Rhodes.
Selon l'Énéide entre autres, Athéna serait née sur ses bords, sortant du crâne de son père Zeus (ayant avalé sa mère, Métis) fendu par Héphaïstos, d'où le surnom de « Tritonide » ou de « Tritogénie » qu'elle porte parfois.

## Histoire
Le nom du lac apparaît dans les discussions sur la géographie relatée dans la mythologie grecque.
Lorsqu'Athéna est appelée Athene Tritogeneia (« née de Trito »), l'épithète archaïque s'explique par l'épisode où, ayant jailli entièrement formée de la tête - ou de la cuisse - de Zeus - qui avait avalé sa mère enceinte pour empêcher sa propre chute du règne sur le panthéon grec par sa progéniture, comme prédit - la déesse fut escortée jusqu'au lac Triton et soignée par les nymphes. Une interprétation différente, prenant en compte des mythes grecs et minoens beaucoup plus anciens, conduit le traducteur Robert Graves à suggérer que la direction inverse de l'influence religieuse s'est produite, Neith étant la divinité qui a influencé le développement du concept grec de la déesse Athéna. Neith est une divinité ancienne lorsqu'elle apparaît pour la première fois dans le premier panthéon égyptien, et on soupçonne qu'elle est originaire des Berbères.

L'histoire des Argonautes place la maison de Triton sur la côte méditerranéenne de la Libye antique. Avant l'épopée des Argonautiques d'Apollonios de Rhodes, Hérodote connaissait cette tradition de Jason, dans laquelle les vents 

« l'emportèrent de sa route jusqu'à la côte de Libye ; où, avant d'avoir découvert la terre, il se retrouva parmi les bas-fonds du lac Tritonis. Comme il réfléchissait à la façon de retrouver son chemin, Triton (dit-on) lui apparut et lui proposa de lui montrer le chenal et de lui assurer une retraite sûre, s'il voulait lui donner le trépied. Jason accepta, Triton lui montra le passage à travers les bas-fonds ; après quoi le dieu prit le trépied et, l'emportant dans son propre temple, s'assit dessus et, rempli de fureur prophétique, fit à Jason et à ses compagnons une longue prédiction. « Quand un descendant », dit-il, « de l'équipage de l'Argo s'emparerait et emporterait le trépied d'airain, alors par le destin inévitable une centaine de villes grecques seraient construites autour du lac Tritonis ». Les Libyens de cette région, lorsqu'ils entendirent les paroles de cette prophétie, emportèrent le trépied »

Comme le raconte Apollonios de Rhodes, lorsque l'Argo fut poussé sur le rivage des Petites Syrtes par une violente tempête alors qu'ils revenaient de Colchide, les Argonautes se trouvèrent dans « une zone entourée de sable ». Ils portèrent leur navire pendant douze jours jusqu'au lac Tritonis, mais l'eau du lac est salée et imbuvable. Comme ils ne trouvèrent aucun débouché du lac vers la mer, ils ne purent rien faire. Ils apaisèrent alors les divinités avec un trépied d'or sur le rivage et Triton, la divinité locale, leur apparut sous la forme d'un jeune homme, pour leur montrer un canal caché vers la mer.
Ce mythe tardif raconte qu'une nymphe du lac nommée Tritonis avait élu domicile dans le lac et, selon une ancienne tradition, elle est la mère d'Athéna par Poséidon,. Par Amphithémis, elle devient la mère de Nasamon et de Caphaure.

## Catastrophe naturelle catastrophique
À une date inconnue, un tremblement de terre fait s'effondrer les digues ou les structures terrestres qui empêchaient le lac de s'assécher, provoquant le drainage vers la mer de la majeure partie de l'eau douce et permettant tout au plus la formation d'un lac saisonnier ou d'un marais. Il est ensuite possiblement associé aux actuels chotts el-Jérid et Melrhir, un lac saisonnier marécageux et peu profond, désormais séparé de la mer Méditerranée par une crête élevée de cinquante mètres de haut et de dix kilomètres de large. D'autres emplacements suggérés ont été diverses sebkhas le long du golfe de Syrte et des sections côtières à l'ouest, qui ont été comblées par l'évaporation du sel et du gypse ainsi que par le sable emporté par le vent. Ces zones sont situées sous le niveau de la mer sur de grandes étendues, généralement à moins de cinq mètres de profondeur.